# Yazdanisme
El yazdanisme (derivat del mot irànic yazdān, ‘divinitat’, ‘adoració’) és un terme introduït per Mehrdad Izady per a definir les religions preislàmiques dels kurds. Actualment se subdivideix en iazidisme, yarsanisme i ixikisme (alevisme). Aquestes religions continuaven la teologia de les antigues religions de Mesopotàmia sota la influència del zoroastrianisme, expressada a través del lèxic sufí àrab i persa.
En les teologies yazdanís un déu absolut i transcendent (Hâk o Haq) engloba tot l'Univers.
Izady sosté que la fe yazdaní era la religió principal dels habitants dels Zagros, incloent els kurds, fins a la seva progressiva islamització al segle x.

## Creences principals
El yazdanisme ensenya que el món té una naturalesa cíclica amb reencarnació de la divinitat i de les persones amb encarnació de l'ànima d'un home en forma humana, en animal o fins i tot en una planta. Hi ha set cicles en la vida de l'Univers, sis d'ells ja han passat. En cadascun dels cicles hi ha un conjunt de sis persones reencarnades (una de femella i cinc de mascles). La reencarnació de la divinitat pot ser en tres formes, una d'elles és en el cos.